# Krzysztof Kozak
Krzysztof Koza (urodzony jako Krzysztof Kozak), znany jako KNT, Kozanostra i Kozak (ur. 12 listopada 1967) – polski promotor i wydawca związany ze sceną muzyki hip-hopowej, a także reżyser teledysków, realizator dźwięku, raper i autor tekstów. Założyciel i właściciel wytwórni muzycznych R.R.X., PH Kopalnia i Morbid Noizz Productions. Wraz z Arkadiuszem Delisiem prowadził także czasopismo Klan.
Był realizatorem nagrań takich albumów jak: Borixon – WYP3 kolejna część (2001), Pęku – Nowe wyzwanie (2001), Onar i O$ka – Superelaks (2001), czy Wzgórze Ya-Pa 3 – Stara szkoła rapu (2002).

## Jesteś Bogiem
Według wydawcy, jego osoba została sportretowana w filmie fabularnym, luźno opartym na historii zespołu Paktofonika pt. Jesteś Bogiem (2012) w reżyserii Leszka Dawida. W domniemaną postać Kozaka, w filmie – Krzysztof „Kozak” Koza wcielił się związany z Teatrem Współczesnym w Warszawie – Piotr Nowak. W konsekwencji Krzysztof Kozak skierował pozew do Sądu w Poznaniu domagając się od producenta i promotora filmu przeprosin, twierdząc, że został w nim pokazany nieprawdziwie, co naruszyło jego dobra osobiste.
Pod koniec 2012 roku Sąd w Poznaniu wydał zakaz dystrybuowania filmu Leszka Dawida na nośnikach wideo, uznawszy że „obraz zawiera treści, które mogą godzić w dobra osobiste”. Sąd nakazał także, aby w kinach przed każdym seansem prezentowano oświadczenie: „W związku z wytoczeniem przez Pana Krzysztofa Kozaka powództwa o ochronę dóbr osobistych producent i dystrybutor filmu „Jesteś Bogiem” informują, iż przedstawienie postaci Pana Krzysztofa Kozaka w filmie może potencjalnie stanowić naruszenie jego dóbr osobistych”.
Zażalenie w tym przedmiocie w Sądzie Apelacyjnym w Poznaniu złożyła pozwana strona. W lutym 2013 roku po rozpatrzeniu apelacji sąd częściowo uznał wniosek znosząc zakaz dystrybucji filmu na nośnikach wideo, uznawszy go za dotkliwszy, niż gdyby pozwani przegrali proces. 30 kwietnia 2014 roku sąd częściowo uznał racje Kozaka, przyznając powodowi zadośćuczynienie w wysokości 50 tysięcy złotych, ponadto dystrybutor i twórcy filmu zostali zobowiązani do publikacji przeprosin w „Gazecie Wyborczej” i „Rzeczpospolitej”.

## Za drinem drin, za kreską kreska. Perypetie hip-hopowej wytwórni RRX
13 października 2021 roku nakładem wydawnictwa SQN ukazała się jego biografia, napisana we współpracy z Hubertem Kęską, ukazująca historię Krzysztofa Kozaka i wytwórni RRX. Książka ukazała się w wersji papierowej oraz w wersji ebook oraz audiobook. Lektorem audiobooka jest dziennikarz muzyczny Hirek Wrona.